# Фондова біржа

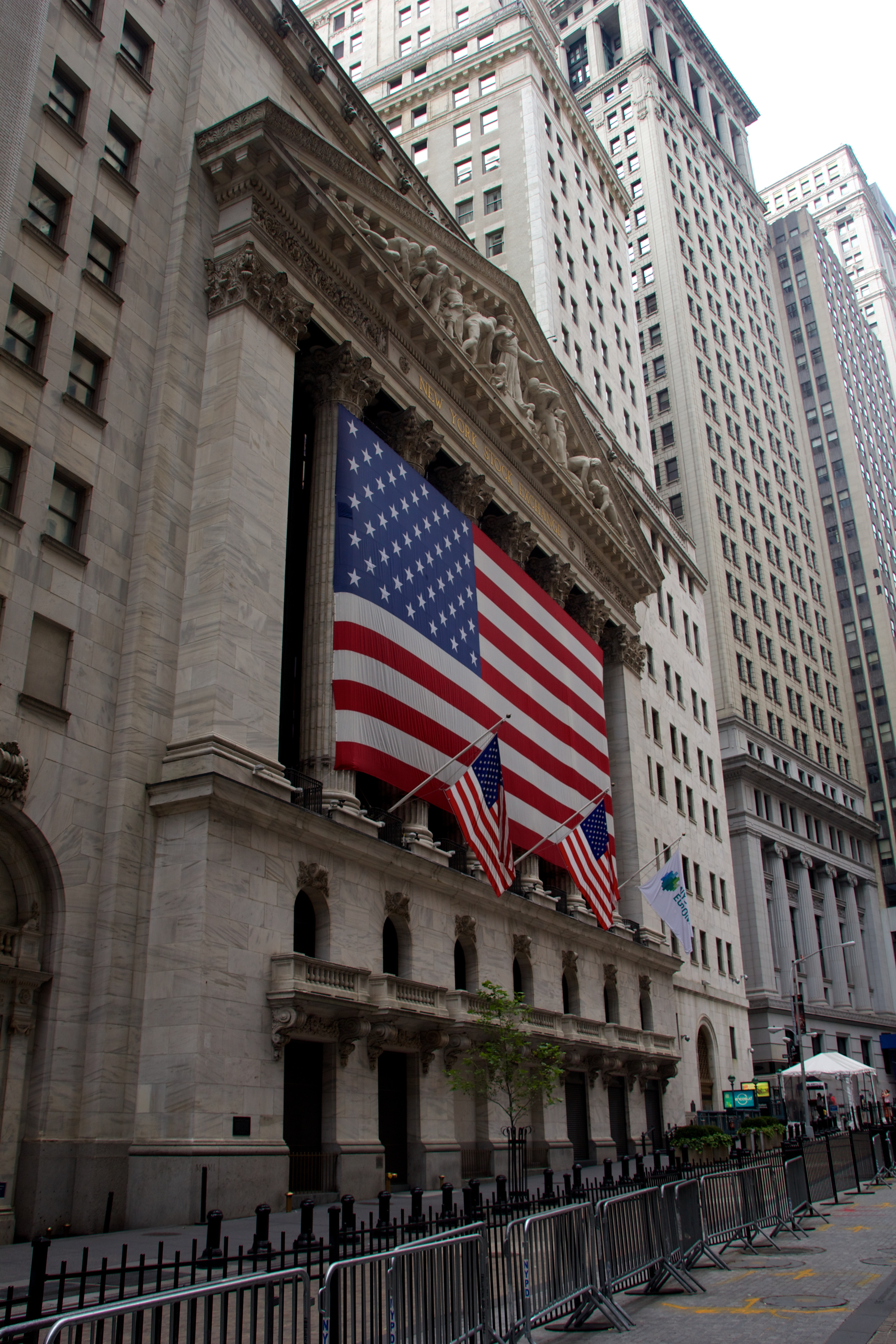
Нью-Йоркська фондова біржа

Фо́ндова бі́ржа — організаційно оформлений, постійно діючий ринок, на якому здійснюється торгівля цінними паперами; акціонерне товариство, яке зосереджує попит і пропозицію цінних паперів, сприяє формуванню їх біржового курсу та здійснює свою діяльність відповідно до чинного законодавства, статуту і правил фондової біржі.

## Історія
Перші спроби упорядкувати боргові записи по датам відносяться до стародавнього світу. Про це свідчать знайдені в месопотамських містах глиняні таблички із записами дат процентів по боргам. Більшість дослідників вважають, що біржові торги розпочалися із часу створення Голландської Ост-Індійської компанії у 1602 році.

## Види цінних паперів
Основні види цінних паперів, які обертаються на біржі, — це акції й облігації, державні боргові зобов'язання, а також похідні від них. Процедура допуску їх до котирування на фондовій біржі називається лістингом; вона здійснюється згідно з конкретними вимогами до їх емітента. Цінні папери, які пройшли процедуру лістингу і дозволені для купівлі-продажу, називаються фондовими цінностями (активами). Торгівля ведеться або партіями, на певну суму, або за видами, при цьому договори укладаються «заочно», без наявності на біржі самих цінних паперів.
Величезними біржами світу є Нью-Йоркська, Лондонська і Токійська; на них обертаються акції декількох тисяч великих корпорацій, які складають більш 75 % всього фінансового капіталу, що обертається в світі. Американський, англійський, японський і тайванський біржові ринки цінних паперів — найбільші в світі за сумою цін акцій, що котируються, і за обсягом укладених договорів.

## Організація
Найрозповсюдженіша модель фондової біржі — приватне акціонерне товариство — об'єднує рівноправних членів, що купили місце для ведення операцій на біржі. Не членам цього акціонерного товариства не дозволяється здійснювати операції на фондовій біржі.
Фондова біржа не є комерційною організацією і не ставить за мету отримання прибутків. Її доходи формуються за рахунок продажу акцій, регулярних членських внесків, біржових зборів і штрафів. Доходи повністю йдуть на покриття витрат, на забезпечення і розвиток діяльності біржі.
Ринок дилерів — частина ринку цінних паперів, рух яких регулюється діяльністю дилерів, що коригують свої цілі відповідно до змін загального попиту і пропозиції та оцінюють папери відповідно до портфеля цих паперів, що нагромадились у ньому.

## Учасники біржі
Основними учасниками біржового ринку є емітенти (корпорації, що випускають цінні папери), інвестори (особи, які купують цінні папери) й інвестиційні інститути (посередник, фінансовий брокер, інвестиційний консультант, інвестиційна компанія, інвестиційний фонд).

## Укладання договорів
Сигналом до укладання договору є доручення клієнта продати або купити певну кількість цінних паперів певного виду на певних умовах, яке передано посереднику (брокеру, дилеру) усно або письмово.
Цінні папери, як правило, продаються партіями (пакетами) по 100 або 1000 штук. Брокер або брокерська фірма передає доручення своєму представнику в біржовому залі, який сам або через маклера укладає договір з іншим брокером, що отримав відповідне доручення від свого клієнта. Договір реєструється електронною системою фондової біржі одразу після його укладення, грошові розрахунки між сторонами договору і посередниками здійснюються в межах установленого часу (в США — протягом 5 робочих днів) за допомогою клірингових центрів.

## Біржова ціна
Ціна цінних паперів на біржі формується в результаті подвійного аукціону або ранжирування заяв у межах ціни закупки (нижня межа) і ціни продажу (верхня межа). Кожний договір передбачає новий аукціон. Біржові ціни фіксуються кілька разів на день і щоденно публікуються в пресі, так само як і інформація про укладені договори. Щорічні інформаційні збірники про фондову біржу випускаються Всесвітньою федерацією фондових бірж і Федерацією бірж Європейського Співтовариства.
Стан фондової біржі й економіки в цілому аналізується на основі різних показників фондового ринку — індексів. Кожна фондова біржа має свою власну систему індексів. Найбільш відомими є: індекс Доу-Джонса — Нью-Йоркська фондова біржа, індекс Ніккей — Токійська фондова біржа, індекс Dax — Німеччина.

## Фондові біржі України
Фондова біржа утворюється та діє в організаційно-правовій формі акціонерного товариства або товариства з обмеженою відповідальністю. Прибуток фондової біржі спрямовується на її розвиток та не підлягає розподілу між її засновниками (учасниками).
В Україні фондову біржу може бути створено не менш як 20 засновниками — торговцями цінними паперами. Фондова біржа має право провадити діяльність з організації торгівлі на фондовому ринку з моменту отримання ліцензії Національної комісії з цінних паперів та фондового ринку. Фондова біржа набуває прав юридичної особи з моменту її реєстрації, що здійснюється в загальному порядку.
У ХІХ і на початку ХХ ст. на території України існувало чотири товарно-фондові біржі — у Києві, Одесі, Харкові, Львові.
Щоб новостворена фондова біржа офіційно отримала право здійснювати свою діяльність, її необхідно зареєструвати і узгодити чимало аспектів з низкою законів, серед яких найвагомішим є ЗУ «Про ринки капіталу та організовані товарні ринки».
Згідно визначень Господарського Кодексу України, діяльність такого виду бірж визначається такими факторами:
- Довіра у робочих стосунках брокера та клієнта — часто трапляються випадки, коли угоди купівлі-продажу укладаються заднім числом або взагалі в усній формі;
- Прозорість — всі дані про операції будь-яких учасників ринку мають бути відкриті для перегляду іншими учасниками;
- Для врегулювання діяльності учасників фондової біржі адміністрацією розробляється комплекс загальних правил торгівлі та обліку.

Якщо порівнювати біржі, які працювали кілька десятиліть назад і сучасні — можна побачити чимало відмінностей, зокрема й те, що в минулому всі змушені були підпорядковуватись загальним правилам, які далеко не всім підходили, а тепер кожна біржова організація встановлює власні правила діяльності залежно від компаній-вкладників, регіону, економічних факторів та багатьох інших.
Проте, попри чималі відмінності в роботі, сучасна біржова система України базується на загальних принципах, що і забезпечує стабільність роботи в кожному регіоні. При цьому є дуже важливим ієрархічний поділ даних організацій — біржі-лідери, як правило найпершими розпочинають торги і характеризуються найбільшими обсягами цінних паперів та здійснених операцій купівлі-продажу.
Реєстр всіх бірж України міститься у Реєстрі ліцензованих учасників фондового ринку, що ведеться Національною комісією з цінних паперів та фондового ринку.
Станом на 06.04.2020 року в Україні працюють наступні біржі:
| Назва біржі                                                             | Кількість учасників | Рік заснування                                   | Обсяг торгів (06.04.2020) грн. | Індекс                   | Біржовий список (06.04.2020)                     | Капіталізація (06.04.2020) грн. |
| ----------------------------------------------------------------------- | ------------------- | ------------------------------------------------ | ------------------------------ | ------------------------ | ------------------------------------------------ | ------------------------------- |
| ПУБЛІЧНЕ АКЦІОНЕРНЕ ТОВАРИСТВО «ФОНДОВА БІРЖА ПФТС»                     | 59                  | 1997                                             | 263 389 445                    | Индекс ПФТС              | 348 інструментів                                 |                                 |
| ПУБЛІЧНЕ АКЦІОНЕРНЕ ТОВАРИСТВО «УКРАЇНСЬКА БІРЖА»                       | 71                  | 2009                                             | 7 200                          | Індекс українських акцій | 259 інструментів 57 емітентів                    | 105 809 000 000‬                 |
| Приватне акціонерне товариство «Українська міжбанківська валютна біржа» | 37                  | 1992                                             | 4 589 040                      |                          | 1 емітент 12 валютних пар (фьючерсы)             |                                 |
| ПРИВАТНЕ АКЦІОНЕРНЕ ТОВАРИСТВО «ФОНДОВА БІРЖА «ІННЕКС»»                 | 20                  | 2006. до 2006 року АТ «Донецька - фондова біржа» |                                |                          | 3 емітенти                                       |                                 |
| ПУБЛІЧНЕ АКЦІОНЕРНЕ ТОВАРИСТВО «ФОНДОВА БІРЖА «ПЕРСПЕКТИВА»»            | 72                  | 2006                                             | 186 965 976                    |                          | 264 інструментів 14 інструментів строковий ринок |                                 |
| ПУБЛІЧНЕ АКЦІОНЕРНЕ ТОВАРИСТВО «УКРАЇНСЬКА БІРЖА»                       | 22                  | 2012                                             | [ 23 ]                         | Індекс UKRSE             | 12 інструментів                                  |                                 |